# Aurothiomalate de sodium
L’aurothiomalate de sodium est un composé polymérique d'or dérivé de l'acide thiomalique, qui est utilisé pour ses effets immunosuppresseurs pour le traitement de la polyarthrite rhumatoïde et d'autres polyarthrites inflammatoires. Le produit sera commercialisé en France vers 1940 sous le nom de Myochrysine.

## Histoire de l'utilisation
Premièrement proposé en France par Forestier en 1929, l’utilisation des sels d’or était à l’époque un traitement controversé ; ce traitement n’était pas accepté par la communauté internationale, « et les Américains ne reconnaîtront son efficacité et sa relative innocuité qu’en 1973 ». Le traitement des douleurs articulaires de Raoul Dufy par sels d’or en 1940  « apporta en quelques semaines un mieux si spectaculaire… que Dufy se vantait de pouvoir de nouveau courir pour prendre un tramway en marche ».

## Culture populaire
L' Aurothiomalate de sodium fut utilisé sous le nom de thiomalate de sodium d'or, comme poison dans l'épisode 15 de la saison 2 de Dr.House. 